# Rezolucja Rady Bezpieczeństwa ONZ nr 274
Rezolucja Rady Bezpieczeństwa ONZ nr 274 została przyjęta jednomyślnie 11 grudnia 1969 r.
Rada potwierdziła swoje poprzednie rezolucje w kwestii cypryjskiej oraz przedłużyła mandat Sił Pokojowych ONZ na Cyprze na kolejne miesiące, do dnia 15 czerwca 1970 r.
Rada wezwała również wszystkie zaangażowane strony do dalszego działania z największą powściągliwością oraz pełną współpracę z siłami pokojowymi.